# ارین هلند
ارین ویکتوریا هالند (زادهٔ ۲۱ مارس ۱۹۸۹) خواننده، مجری تلویزیون، مجری ورزشی، مدل، رقصنده و کارمند خیریه استرالیایی است. او همچنین به عنوان مجری ورزشی در سوپر لیگ پاکستان حضور داشته‌است و مسابقات را در زمین و همچنین مراسم پس از بازی را پوشش می‌دهد. او با بازیکن کریکت استرالیایی بن کاتینگ ازدواج کرده‌است،
ارین در کایرنز، کوئینزلند شمالی از پدر و مادری به نام تریش و مارک هالند به دنیا آمد. عشق او به موسیقی از ۳ سالگی شروع شد. از همان ابتدا، او به عنوان یک خواننده کلاسیک، تئاتر موزیکال و جاز آموزش دید، کلارینت و ساکسیفون می نواخت و تئوری موسیقی را مطالعه کرد، با آرزوی اینکه روزی به عنوان یک بانوی برجسته در برادوی بازی کند. ارین از ۴ سالگی در موسیقی جاز و تپ رقص آموزش دید و در آزمون‌های پیشرفته RAD افتخارات را دریافت کرد. او در طول تحصیل در ارکسترها، گروه‌های بزرگ، گروه‌های کر، گروه‌های بادی و بسیاری از تئاترهای موزیکال اجرا کرد.